# Dämonen aus dem All
Dämonen aus dem All (Originaltitel: La morte viene dal pianeta Aytin) ist ein italienischer Science-Fiction-Film von Regisseur Antonio Margheriti, den er 1967 unter seinem Pseudonym Anthony Dawson vorlegte.

## Handlung
In der fernen Zukunft: Im Himalaja entdeckt eine Forschungsstation einen unerwartet hohen Temperaturanstieg. Kurz darauf wird die Basis angegriffen und Lt. Jim Harris verschleppt. Gerüchte über Yetis gehen um.
Commander Rod Jackson wird aus dem Urlaub zurückbeordert. Mit Hilfe des örtlichen Fremdenführers Sharu will er sich mit seinem Team zur Station aufmachen. Doch der Jet wird sabotiert und explodiert vor seinen Augen. Stattdessen muss die Mannschaft nun mit Ausrüstungsträgern zu Fuß über den beschwerlichen Berg aufbrechen. In seinem Team entdeckt er plötzlich Lisa Nielson, die Freundin von Lt. Jim Harris, die davon überzeugt ist, dass ihr Freund noch lebt. Sie bleibt trotz aller Warnungen im Team. Über Nacht verschwinden die örtlichen Helfer und nur noch zu fünft geht es weiter zur Station. Dort werden sie von einer Horde Yetis angegriffen und gefangen genommen.
Es stellt sich heraus, dass es sich bei den Yetis tatsächlich um Außerirdische vom Planeten Aytin handelt. Diese leben in sehr niedrigen Temperaturen unter dem Gefrierpunkt. Da ihr Heimatplanet vor der Katastrophe steht, haben sie beschlossen, die Erde in eine Eiswüste zu verwandeln. Dazu wollen sie zunächst die Polkappen schmelzen und die Erde anschließend vereisen. Commander Jackson und sein Team werden zu Lt. Jim Harris gebracht und sie werden gefangen gehalten. Über einen Luftschacht gelingt ihnen jedoch die Flucht und sie können die Außerirdischen überwältigen.
Doch die Invasion geht weiter. Commander Jackson wird auf eine Weltraummission zur Basis der Außerirdischen geschickt. Zunächst sind die Schutzschilde zu stark und die Flotte des Commanders erlebt harte Verluste. Doch dann gelingt es dem Team, Kometen auf die Basis der Außerirdischen zu lenken. So besiegen sie die außerirdischen Invasoren endgültig.

## Hintergrund
Der Film ist der vierte Teil der Gamma-One-Filmreihe, die von Antonio Margheriti inszeniert wurde, und der zweite mit der von Giacomo Rossi Stuart gespielten Figur Commander Jackson. Die anderen Titel lauten:
- Raumschiff Alpha (Originaltitel I criminali della galassia)
- Tödliche Nebel (Originaltitel I diafanoidi vengono da Marte)
- Orion-3000 – Raumfahrt des Grauens (Originaltitel Il pianeta errante)

Die vier Filme der Tetralogie wurden zeitgleich mit einem Festbudget inszeniert.
In Deutschland wurde der Film in der Trash-Collection von cmv-Laservision veröffentlicht. Auf Blu-Ray kümmerte sich X-Rated in ihrer Eurotrash-Collection um den Vertrieb. 2016 wurde der Film im Rahmen der SchleFaZ-Filmreihe von Oliver Kalkofe und Peter Rütten auf dem Sender Tele 5 ausgestrahlt.

## Rezeption
Die Filmzeitschrift Cinema vergab eine Redaktionswertung von einem (von fünf möglichen) Sternen und bezeichnete den Film als „[v]öllig verstrahlte[n] Sci-Fi-Quatsch“.